# Bernt Rosengren

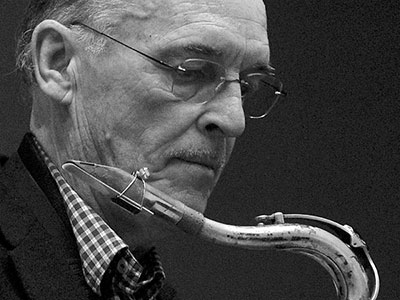
Bernt Rosengren, 2015

Bernt Rosengren (* 24. Dezember 1937 in Stockholm; † 14. Mai 2023) war ein schwedischer Musiker des Modern Jazz und World Jazz.
Neben Tenorsaxophon spielt er auch noch Flöte und andere Holzblasinstrumente, aber auch Piano.

## Leben und Wirken
Rosengren, der sich mit fünfzehn Jahren dem Saxophon widmete, sammelte erste Erfahrungen in Stockholmer Bands. 1956 begann er professionell Jazz zu spielen; er gehörte zunächst zu einem Kreis von Musikern, die ab 1957 unter dem Gruppennamen Jazz Club 57 Modern Jazz spielten, u. a. mit Claes-Göran Fagerstedt, Stig Söderqvist, Nannie Porres, Torbjörn Hultcrantz und Sune Spångberg, und mit dem es zu ersten Aufnahmen kam. 1958 gehörte er der Newport International Youth Band an, die auf dem Newport Jazz Festival auftrat. Danach formierte er das Newport International Septet, das u. a. in Deutschland Konzerte gab.
In den 1960er Jahren erregte Rosengren mit einem eigenen, zunächst vom Hardbop und Bebop inspirierten Stil Aufmerksamkeit. 1962 spielte er in der Filmmusik zu Roman Polańskis Das Messer im Wasser (auf Einladung des Filmkomponisten Krzysztof Komeda). In den 1960er Jahren war er bald die dominierende Gestalt des schwedischen Modern Jazz und leitete meist eigene Gruppen. Im Sextett von George Russell sammelte er 1966 Erfahrungen im modalen Jazz. Unter dem Einfluss des in Skandinavien wohnenden Don Cherry (auf dessen Eternal Rhythm von 1968 er mitspielt) begann er freier zu improvisieren und sich für Weltmusik zu öffnen. So spielte er Anfang der 1970er Jahre mit dem südafrikanischen Trompeter Mongezi Feza und in der Gruppe Sevda des türkischen, in Schweden lebenden Trompeters Maffy Falay mit starken Einflüssen türkischer Musik und ungerader türkischer Rhythmen. Außerdem spielte er mit eigenem Quartett und gelegentlich mit eigener Bigband. Rosengren leitete in den neunziger Jahren unterschiedlich dimensionierte eigene Formationen, vor allem ein 1995 gegründetes Oktett, mit dem er 1996/97 Tribut-Projekte für George Gershwin und dann für Evert Taube realisierte. Er arbeitete aber auch mit der Mainstream-Gruppe Summit Meeting (Bernt's Jump, 1993).
Als Sideman spielte er u. a. mit Lars Gullin, Doug Raney (vor allem Doug Raney Sextet Meeting the Tenors 1983), Rolf Ericson (I Love You So 1995) und Benny Bailey. Tomasz Stańko holte ihn 1997 zu den Aufnahmen für sein Album Litania – The Music of Krzysztof Komeda.

## Preise und Auszeichnungen
Rosengren wurde 1965 für sein Album Stockholm Dues und 1969 für Improvisationer mit der Gyllene Skivan der Fachzeitschrift Orkester Journalen ausgezeichnet. 1974 wurde sein World Jazz-Album Notes From Underground in der gleichen Zeitschrift zur schwedischen Jazzplatte des Jahres erklärt. Für das Album Plays Evert Taube 1999 erhielt er einen schwedischen Grammy. Als bester zeitgenössischer Musiker (1999) und als Master of Jazz (2003) erhielt er den Django d’Or (Schweden). 2004 wurde er mit dem Lars-Gullin-Preis und 2009 mit dem Jazzpreis der Königlich Schwedischen Musikakademie ausgezeichnet.

## Diskographie (Auswahl)
- Krzysztof Komeda, Knife in Water, 1962
- Stockholm Dues, Columbia (erhielt die Gyllene Skivan 1965)
- Don Cherry, Eternal Rhythm, 1968 (er spielt Oboe, Klarinette, Flöte, Tenorsaxophon)
- Improvisationer, SJR (erhielt die Gyllene Skivan 1968/9)
- Notes from Underground, Harvest (erhielt die Gyllene Skivan 1974, mit Björn Alke, Salih Baysal, Gunnar Bergsten, Maffay Falay, Tommy Koverhult,  Bertil Strandberg, Bobo Stenson, Torbjörn Hultcrantz, Bengt Berger, Okay Temiz, Leif Wennerström)
- Bernt Rosengren Quartet with Bobo Stenson, 1975
- mit Quartett: Surprise Party, 1983
- The Hug, 1992
- Bernt Rosengren Octet plays Evert Taube, Arietta, 1999
- Bernt Rosengren Tentet plays Kurt Weill, Arietta, 2000
- mit Arne Domnérus Face to Face, Dragon, 1999 (erhielt die Gyllene Skivan 1999)
- Ballads, PB7, 2015[3]
- Songs, PB7, 2017

## Lexigraphische Einträge
- Martin Kunzler: Jazz-Lexikon. Band 2: M–Z (= rororo-Sachbuch. Bd. 16513). 2. Auflage. Rowohlt, Reinbek bei Hamburg 2004, ISBN 3-499-16513-9.

## Belege
1. ↑  Nachruf. 15. Mai 2023, abgerufen am 16. Mai 2023 (schwedisch).
2. ↑  Kungl. Musikaliska Akademiens jazzpris. Kungliga Musikaliska Akademien, 2009, abgerufen am 5. Januar 2023 (schwedisch).
3. ↑  Bernt Rosengren Quartet – Ballads bei Discogs

| Personendaten    | Personendaten                              |
| ---------------- | ------------------------------------------ |
| NAME             | Rosengren, Bernt                           |
| KURZBESCHREIBUNG | schwedischer Jazzsaxophonist und Komponist |
| GEBURTSDATUM     | 24. Dezember 1937                          |
| GEBURTSORT       | Stockholm                                  |
| STERBEDATUM      | 14. Mai 2023                               |